# Albeștii de Argeș
Albeştii de Argeş é uma comuna romena localizada no distrito de Argeş, na região de Muntênia. A comuna possui uma área de 43.43 km² e sua população era de 5971 habitantes segundo o censo de 2002.